# CHAIN (standard)
CHAIN (Ceced Home Automation Interoperating Network) è uno standard di comunicazione per elettrodomestici, finalizzato ad applicazioni di domotica mediante rete in modalità Powerline o radiofrequenza.
CHAIN è nato nel 2003 su iniziativa del Consiglio Europeo dei Costruttori di Apparecchi Domestici (CECED), un'istituzione fondata nel 1958 con sede a Bruxelles, che raccoglie decine di produttori del settore.
Consente il controllo e l'automazione di tutti i servizi di base relativi all'appliance in una casa: ad esempio, il controllo remoto del funzionamento dell'appliance, la gestione dell'energia o del carico, la diagnostica remota e il supporto alla manutenzione automatica delle apparecchiature, il download e l'aggiornamento di dati, programmi e servizi anche via Internet.